# Annexstad Peak
Der Annexstad Peak ist ein stellenweise eisfreier und 2612 m hoher Gipfel am westlichen Kraterrand des erloschenen Vulkans Mount Cumming in der Executive Committee Range im westantarktischen Marie-Byrd-Land.
Der United States Geological Survey kartierte den Berg anhand eigener Messungen und mithilfe von Trimetrogon-Luftaufnahmen der United States Navy zwischen 1958 und 1960. Das Advisory Committee on Antarctic Names benannte ihn nach dem US-amerikanischen Geomagnetologen und Seismologen John Owen Annexstad (* 1932), der 1958 auf der Byrd-Station tätig war.